# قطعنامه ۱۴۷۲ شورای امنیت
قطعنامه ۱۴۷۲ شورای امنیت سازمان ملل متحد که در تاریخ ۲۸ مارس ۲۰۰۳ تصویب شد، سندی بین‌المللی دربارهٔ بررسی وضعیت میان عراق و کویت است. این قطعنامه طی نشست ۴۷۳۲ام با ۱۵ رای موافق، ۰ مخالف و ۰ ممتنع تصویب شد.